# Bad Day
Bad Day je nejznámější píseň kanadského textaře Daniela Powtera. Vydána byla v roce 2005. Stala se nejlepší písní v americké Billboard Hot 100 pro rok 2006. V Americe byl song se šesti miliony kopií 3× platinový. V Kanadě šlo hlavně o digitální verze. Klip je vytvořený režisérem Marcem Webbem jako krátký romantický film. Dva lidé (Jason Adelman a Samaire Armstrong) jsou sami a radost jim dělá kreslení na ceduli na zastávce Pershing Square. Každý nakreslí něco jiného a to trvá tři dny.